# レッドライン (ドーハメトロ)
レッドライン（アラビア語: الخط الأحمر、英語: Red Line）は、カタール・ドーハにあるドーハメトロで最初に開業した鉄道路線。ルサイル駅 - アル・ワクラ駅間を結ぶ本線と、オクバ・イブン・ナーファ駅からハマド国際空港第1ターミナル駅までを結ぶ分岐線から構成される。路線図や乗り換え案内で使用されるラインカラーは赤である。路線記号はM1。

## 概要
本線はアル＝ワクラ市街北側に位置するアル・ワクラ駅から高架橋で北へ北上し、フリーゾーン駅北側で地下に入り、アル・ビッダパーク、官公庁街であるウェストベイ地区、カタラ付近を通って、ザ・パール西側付近から再び高架橋となり、ルサイル手前で地上に降りて地上駅であるルサイル駅まで至る路線である。また、分岐線はハマド国際空港第1ターミナル駅からやや南西方向に西進し、オクバ・イブン・ナーファ駅の南側で本線と北向きに合流する路線である。全駅バリアフリーとなっており、一部を除いたほぼすべての出入口にエレベーター・エスカレーターの両方が設置されている。各駅に駅窓口と自動券売機が設置されているほか、一部の駅では地下商店街や自動販売機も設置されている。また、一部の駅にはパークアンドライドのための無料駐車場も備わっている。

## 沿革

### 年表
- 2019年
  - 5月8日：レッドラインのアル・カサール駅-アル・ワクラ駅間で部分開業[2]。カタールで初めて鉄道路線の営業運行が開始される。
  - 12月10日：ルサイル駅-アル・カサール駅間、分岐線のオクバ・イブン・ナーファ駅-ハマド国際空港第1ターミナル駅間が開業。
- 2020年　
  - 3月12日：新型コロナウイルス感染症拡大に伴い、全線で終日運休[3][4]。
  - 9月1日：レッドラインにレグタイフィーヤ駅が開業。あわせて全線で運行再開[5][6]。

## 運行形態
全列車各駅停車で運転されている。分岐線と本線は一体で運行されていて、分岐線の列車含め全列車がルサイル駅まで直通する。運行時間は曜日により異なり、特にイスラム教の礼拝の時間にあたる金曜午前中は、空港に至る分岐線を含め一切列車の運行が無い。また、終電の時刻は各駅出入口付近に掲示されており、終電のダイヤは運行時間内に終着駅に到着するように設定されているため、特に始発駅ではかなり早い時間に出発するので注意が必要である。また、終電に近くなると各駅で最終電車の時刻に関する自動放送が一定間隔で繰り返し放送される。
運転間隔は、ルサイル - アル・ワクラ間、ルサイル - ハマド国際空港第1ターミナル間がそれぞれ5分サイクルで交互に運行されており、この2本が重複するルサイル - オクバ・イブン・ナーファ間では2-3分間隔と非常に高頻度の運行となっている。
プラットホームはホームドア含めて6両分あり、2022年現在は多客時に備えて6両編成で運転されている。
| 曜日           | 運行時間帯      |
| -------------- | --------------- |
| 日-水・ 土曜日 | 6時 - 23時      |
| 木曜日         | 6時 - 23時59分  |
| 金曜日         | 14時 - 23時59分 |

## 無人運転とホームドア
開業当初から全線でGrade of Automation(GoA)レベル4に相当するUnattended Train Operation(UTO)自動運転が行われている。UTO運転とは運転士・乗務員含め一切係員が乗務しない運転方法のことをいう。最高速度は100km/hで、GoA 4のUTO運転を行う路線のなかでは世界最速列車の1つと言われている。
また、開業当初から全駅でフルスクリーンタイプのホームドアが設置されている。ホームドアの各扉上部にはディスプレイが設置されており、どの位置にどの座席クラスが来るのかがイラストと文字で表示されている。スタンダードクラスの乗客によるゴールドクラブへの誤乗を防ぐため、ゴールドクラブの乗車口で駅係員が切符の確認を行うことがある。

## 車両
車両については、ドーハメトロ#車両を参照のこと。

## 駅一覧
凡例
●：停車
| 日本語駅名                         | アラビア語表記  | 英語表記              | 本線系統 | 分岐線系統  | 接続路線                        | 開通年月日     |
| ---------------------------------- | --------------- | --------------------- | -------- | ----------- | ------------------------------- | -------------- |
| ルサイル駅                         | لوسيل           | Lusail                | ●        | ●           |                                 | 2019年12月10日 |
| カタール大学駅                     | جامعة قطر       | Qatar University      | ●        | ●           |                                 | 2019年12月10日 |
| レグタイフィーヤ駅                 | لقطيفية         | Legtaifiya            | ●        | ●           |                                 | 2020年9月1日   |
| カタラ駅                           | كتارا           | Katara                | ●        | ●           |                                 | 2019年12月10日 |
| アル・カサール駅                   | القصار          | Al Qassar             | ●        | ●           |                                 | 2019年5月8日   |
| DECC駅                             | مركز المعارض    | DECC                  | ●        | ●           |                                 | 2019年5月8日   |
| ウェストベイ駅                     | الخليج الغربي   | West Bay              | ●        | ●           |                                 | 2019年5月8日   |
| コーニッシュ駅                     | الكورنيش        | Corniche              | ●        | ●           |                                 | 2019年5月8日   |
| アル・ビダー駅                     | البدع           | Al Bidda              | ●        | ●           | ■グリーンライン                 | 2019年5月8日   |
| ムシェイレブ駅                     | مشيرب           | Msheireb              | ●        | ●           | ■グリーンライン ■ゴールドライン | 2019年5月8日   |
| アル・ドーハ・アル・ジャディーダ駅 | الدوحة الجديدة  | Al Doha Al Jadeda     | ●        | ●           |                                 | 2019年5月8日   |
| ウム・グワリーナ駅                 | أم غويلينة      | Umm Ghuwailina        | ●        | ●           |                                 | 2019年5月8日   |
| アル・マタール・アル・カディーム駅 | المطار القديم   | Al Matar Al Qadeem    | ●        | ●           |                                 | 2019年5月8日   |
| オクバ・イブン・ナーファ駅         | عقبة بن نافع    | Oqba Ibn Nafie        | ●        | ●           |                                 | 2019年5月8日   |
| フリーゾーン駅                     | المنطقة الحر    | Free Zone             | ●        | 空 港 直 通 |                                 | 2019年5月8日   |
| ラス・ブ・フォンタス駅             | راس بو فنطاس    | Ras Bu Fontas         | ●        | 空 港 直 通 |                                 | 2019年5月8日   |
| アル・ワクラ駅                     | الوكرة          | Al Wakra              | ●        | 空 港 直 通 |                                 | 2019年5月8日   |
| ハマド国際空港第1ターミナル駅      | مطار حمد الدولي | Hamad Intl. AirportT1 |          | ●           |                                 | 2019年12月10日 |

- アル・ワクラ、ラス・ブ・フォンタス、フリーゾーン、カタール大学の4駅は高架駅、ルサイル駅は地上駅、他の駅はすべて地下駅となっている。

## 今後の予定
北側はアルホール北駅（Al Khor North）まで、南側はメサイード地区（Mesaieed）までの第二期区間が2026年までに延伸開通予定。全区間が完成すると総延長98.5 km、30駅からなる路線となる。